# Маломарганецький провулок
Малома́рганецький прову́лок — провулок у Дніпровському районі міста Києва, місцевість ДВРЗ. Пролягає від Сеноманської вулиці до кінця забудови.

## Історія
Провулок виник у середині XX століття. Сучасна назва — з 1950-х років.